# Мегген (Люцерн)
Мегген (нім. Meggen LU) — громада  в Швейцарії в кантоні Люцерн, виборчий округ Люцерн-Ланд.

## Географія
Громада розташована на відстані близько 75 км на схід від Берна, 6 км на схід від Люцерна.
Мегген має площу 7,3 км², з яких на 34,1% дозволяється будівництво (житлове та будівництво доріг), 43,9% використовуються в сільськогосподарських цілях, 21,9% зайнято лісами, 0,1% не є продуктивними (річки, льодовики або гори).

## Демографія
2019 року в громаді мешкало 7436 осіб (+12,4% порівняно з 2010 роком), іноземців було 16,3%. Густота населення становила 1023 осіб/км².
За віковим діапазоном населення розподілялося таким чином: 17,5% — особи молодші 20 років, 56,1% — особи у віці 20—64 років, 26,4% — особи у віці 65 років та старші. Було 3313 помешкань (у середньому 2,2 особи в помешканні).
Із загальної кількості 2377 працюючих 50 було зайнятих в первинному секторі, 225 — в обробній промисловості, 2102 — в галузі послуг.